# Arroyo Tala de Castro
El arroyo Tala de Castro es un curso de agua uruguayo que atraviesa el departamento de Florida perteneciente a la cuenca hidrográfica del Río de la Plata.
Nace en la cuchilla Grande Inferior, desemboca en el río Yí tras recorrer alrededor de 36 km.